# Otto Heidemann
Otto Heidemann (* 7. April 1886 in Königsberg i. Pr.; † nicht ermittelt) war ein deutscher Politiker (NSDAP).
Heidemann war Buchdruckermeister in Flatow. Er trat zum 1. Dezember 1930 der NSDAP bei (Mitgliedsnummer 386.521) und war ab etwa 1932 bis nach 1937 Kreisleiter der NSDAP im Kreis Flatow. Ferner war er Mitglied des Magistrats der Stadt Flatow und Mitglied des Kreisausschusses des Kreises Flatow. 
1933 wurde er in den Provinziallandtag der Grenzmark Posen-Westpreußen gewählt. Im April 1933 wurde er vom Provinziallandtag als stellvertretendes Mitglied in den Preußischen Staatsrat gewählt. Der Staatsrat wurde aber noch im ersten Jahr der NS-Herrschaft 1933 abgeschafft. 